# Yanghikent
Yanghikent (Nova Ciutat) fou una antiga ciutat al Sirdarià inferior, avui al Kazakhstan. Tot i el seu nom era una població de gran antiguitat i Erskine diu que els geògrafs àrabs l'esmenten com Al-Kariah al-Jadida; Al-Massudí l'anomena Haditse (La Nova) i diu que estava situada a poca distància del Yaxartes i a dos dies de camí de la desembocadura del riu a la mar d'Aral; també esmenta que fou residència d'hivern dels kans dels turcs oghuz (segle xi). Al-Idrissí diu que el riu Yaxartes, després de passar Sabran entrava al desert de Ghuzz i passava a uns 5 km de la ciutat de Ghúzzia la Nova abans de desembocar al llac de Coràsmia (mar d'Aral) a dos dies de camí. Estava a 12 dies de camí de Coràsmia i 20 de Farab o Otrar. Carpini l'esmenta sota el nom de Janc Kin i Abu l-Fida diu que Yanghi estava situada a la riba del riu Yaxartes a 10 dies de camí d'Urgendj, 20 d'Otrar i a 150 km de Bukharà; en canvi Levchine diu que s'havia d'anar una hora a cavall des del riu per arribar a les seves ruïnes i que la desembocadura del riu estava a un dia de camí; al segle xviii pertanyia als karakalpaks i Gladychef, enviat en una missió a aquest poble el 1742, va trobar la ciutat en ruïnes però les muralles i torres encara en peu; el kan dels karakalpaks vivia a l'interior; després, al segle xix va passar als kazakhs i es diu que els anterior habitants l'havien abandonat a causa de les serps. Les ruïnes foren explorades per Lerch el 1867 que hi va trobar ceràmica i articles domèstics però no els va poder datar.